# Liste der Kulturdenkmale in der Altstadt Erfurt
Die Liste der Kulturdenkmale in der Altstadt umfasst die Kulturdenkmale des Erfurter Stadtteils Altstadt, die vom Thüringischen Landesamt für Denkmalpflege und Archäologie als Bau- und Kunstdenkmale mit Stand vom 4. November 2022 erfasst wurden.
Der innerhalb der ehemaligen mittelalterlichen Stadtmauer gelegene Altstadtkern ist eine der größten denkmalgeschützten Gesamtanlagen der Bundesrepublik Deutschland.
Die Veröffentlichung der Liste erfolgte nach Aufforderung des Erfurter Denkmalbeirates im März 2014 und wurde am 28. März 2014 im Erfurter Amtsblatt bekanntgemacht. Eine letzte Aktualisierung wurde am 4. November 2022 vorgenommen.

## Legende
- Bild: zeigt ein Bild des Kulturdenkmals und gegebenenfalls einen Link zu weiteren Fotos des Kulturdenkmals im Medienarchiv Wikimedia Commons
- Bezeichnung: Name, Bezeichnung oder die Art des Kulturdenkmals
- Lage: Wenn vorhanden Straßenname und Hausnummer des Kulturdenkmals; Grundsortierung der Liste erfolgt nach dieser Adresse. Der Link Karte führt zu verschiedenen Kartendarstellungen und nennt die Koordinaten des Kulturdenkmals.
 Kartenansicht, um Koordinaten zu setzen – in dieser Kartenansicht sind Kulturdenkmale ohne Koordinaten mit einem roten bzw. orangen Marker dargestellt und können in der Karte gesetzt werden. Kulturdenkmale ohne Bild sind mit einem blauen bzw. roten Marker gekennzeichnet, Kulturdenkmale mit Bild mit einem grünen bzw. orangen Marker.
- Datierung: gibt das Jahr der Fertigstellung beziehungsweise das Datum der Erstnennung oder den Zeitraum der Errichtung an
- Beschreibung: bauliche und geschichtliche Einzelheiten des Kulturdenkmals, vorzugsweise die Denkmaleigenschaften
- ID: Die ID identifiziert das Kulturdenkmal eindeutig. In Thüringen sind aktuell keine IDs veröffentlicht. In der ID-Spalte kann sich auch folgendes Icon  befinden, dies führt zu Angaben zu diesem Kulturdenkmal bei Wikidata.

## Aufteilung

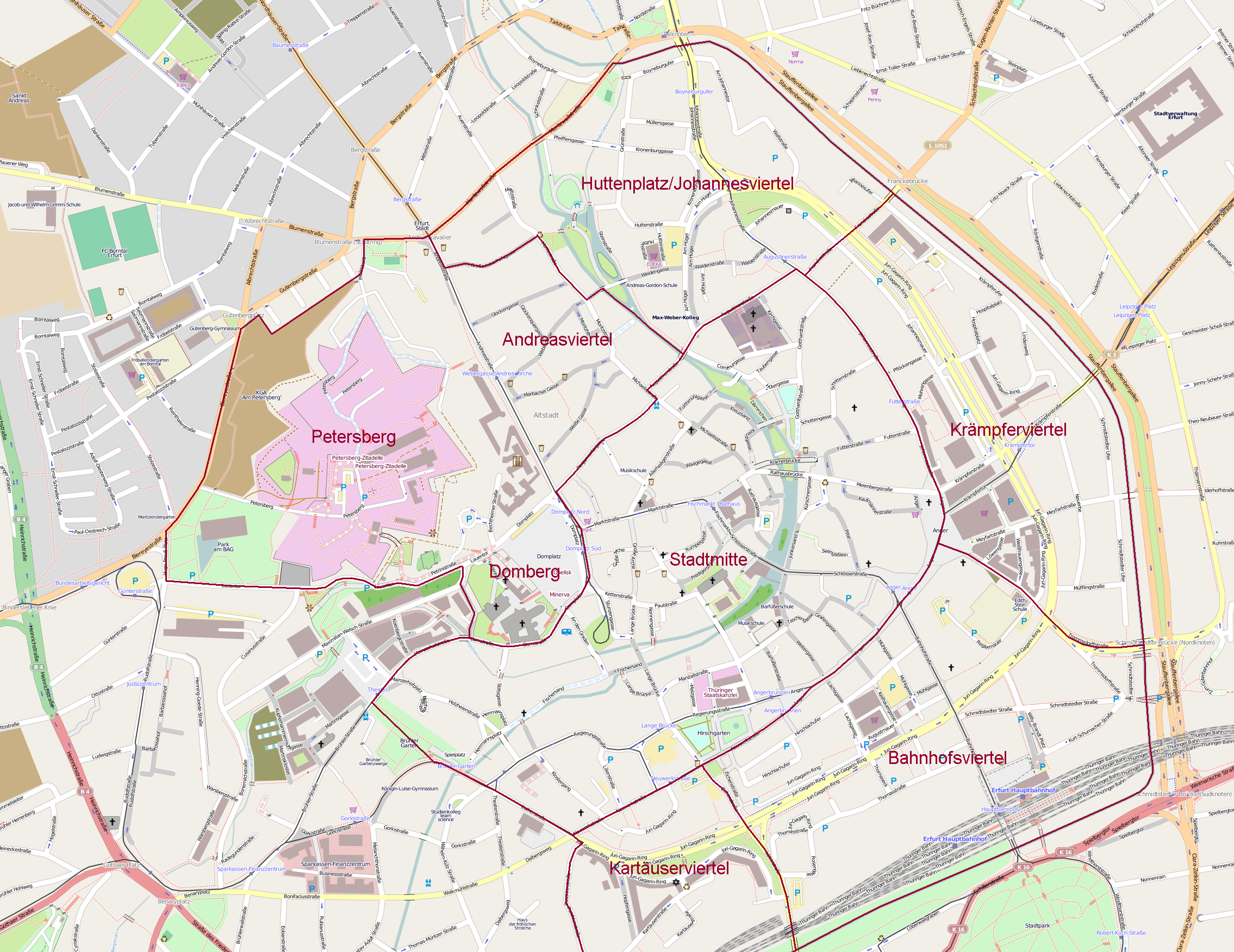
Gliederung der Erfurter Altstadt

Wegen der großen Anzahl von Kulturdenkmalen in der Altstadt von Erfurt ist diese Liste in Teillisten nach Vierteln aufgeteilt.
| Kulturdenkmale in Altstadt (Viertel)-… |
| -------------------------------------- |
| Andreasviertel und Petersberg-Domberg  |
| Huttenplatz/Johannesviertel            |
| Bahnhofsviertel                        |
| Kartäuserviertel                       |
| Krämpferviertel                        |
| Brühlervorstadt Westteil               |
| Brühlervorstadt Ostteil                |
| Stadtmitte Ost                         |
| Stadtmitte Süd                         |
| Stadtmitte West                        |

## Stadtbefestigung
| Bild                           | Bezeichnung             | Lage    | Datierung | Beschreibung | ID |
| ------------------------------ | ----------------------- | ------- | --------- | --- | -- |
| weitere Bilder Fotos hochladen | innere Stadtbefestigung | (Karte) |           | einzelnes Kulturdenkmal, nur wenige Teile sind erhalten: - Augustmauer: wiedererichter Mauerabschnitt auf erhaltenem Fundament - Hermannsplatz: Geraeinlauf (Walkstrom) am Rosswehr - Johannesmauer: Mauerrest mit Relief vom abgerissenen Johannestor - Theaterplatz: Reste der Zwingermauer |    |
| weitere Bilder Fotos hochladen | äußere Stadtbefestigung | (Karte) |           | einzelnes Kulturdenkmal, Fundamente des äußeren Brühler Tors |    |

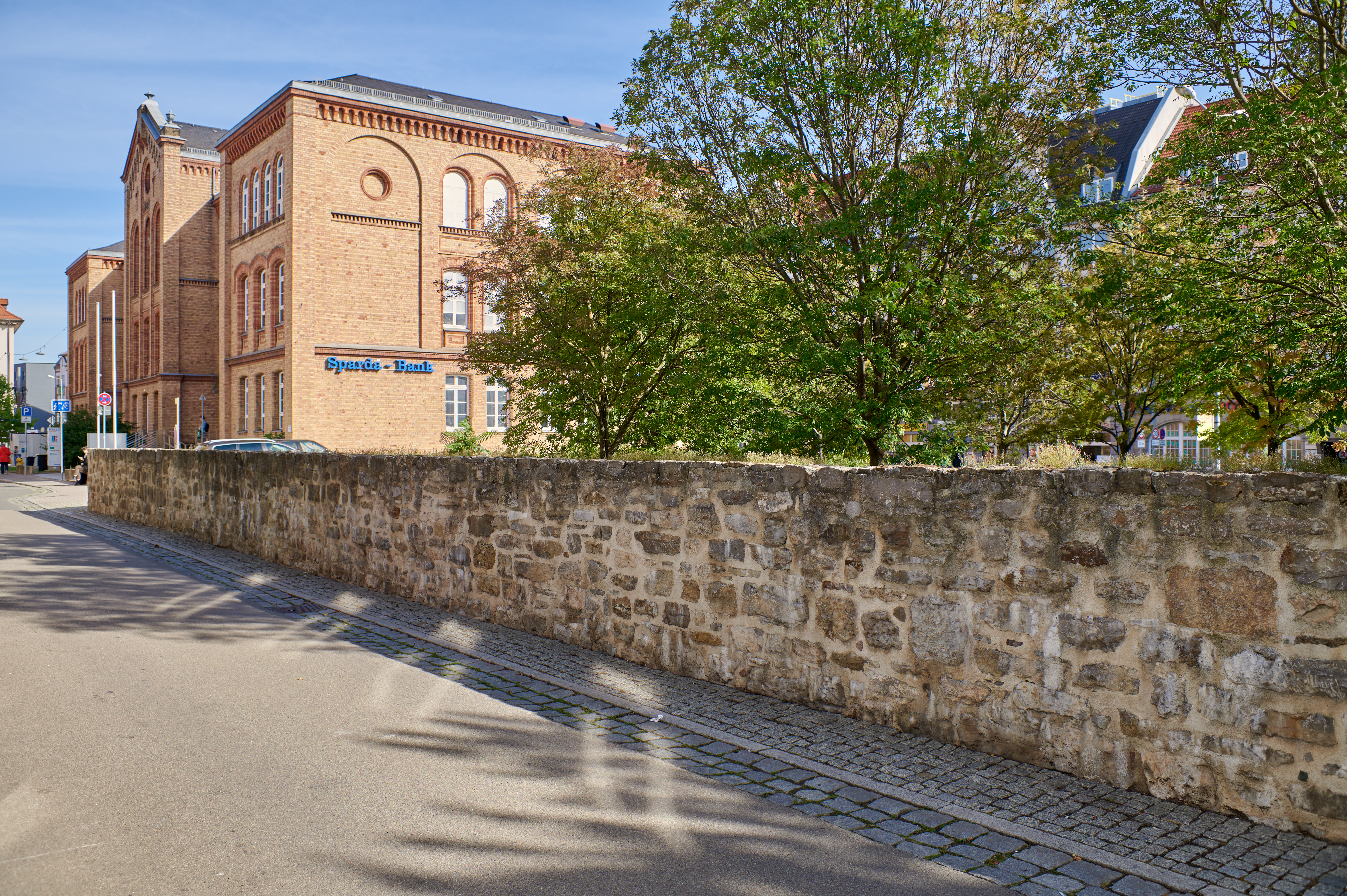
Stadtmauerrest Augustmauer
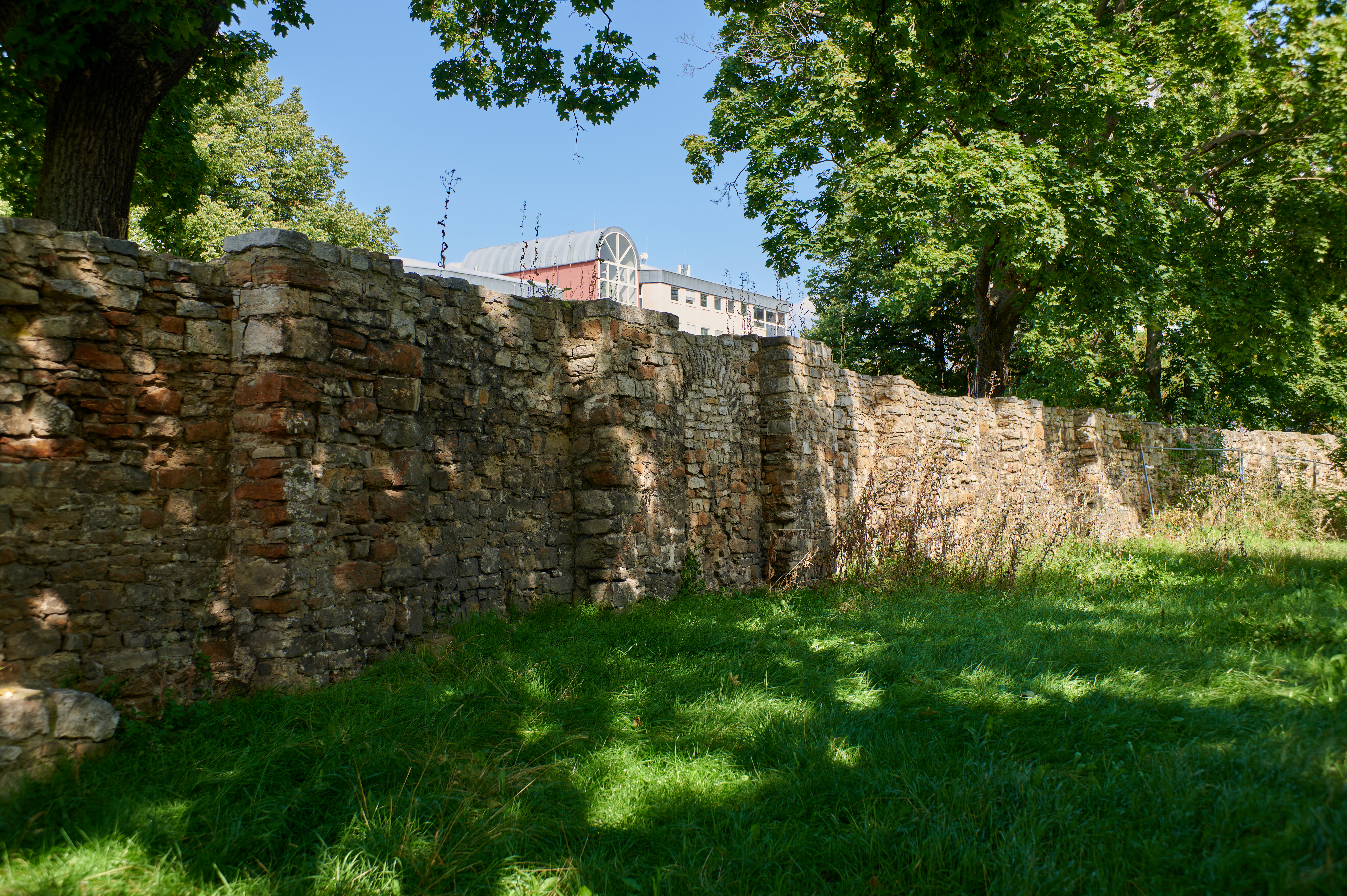
Reste der Johannesmauer
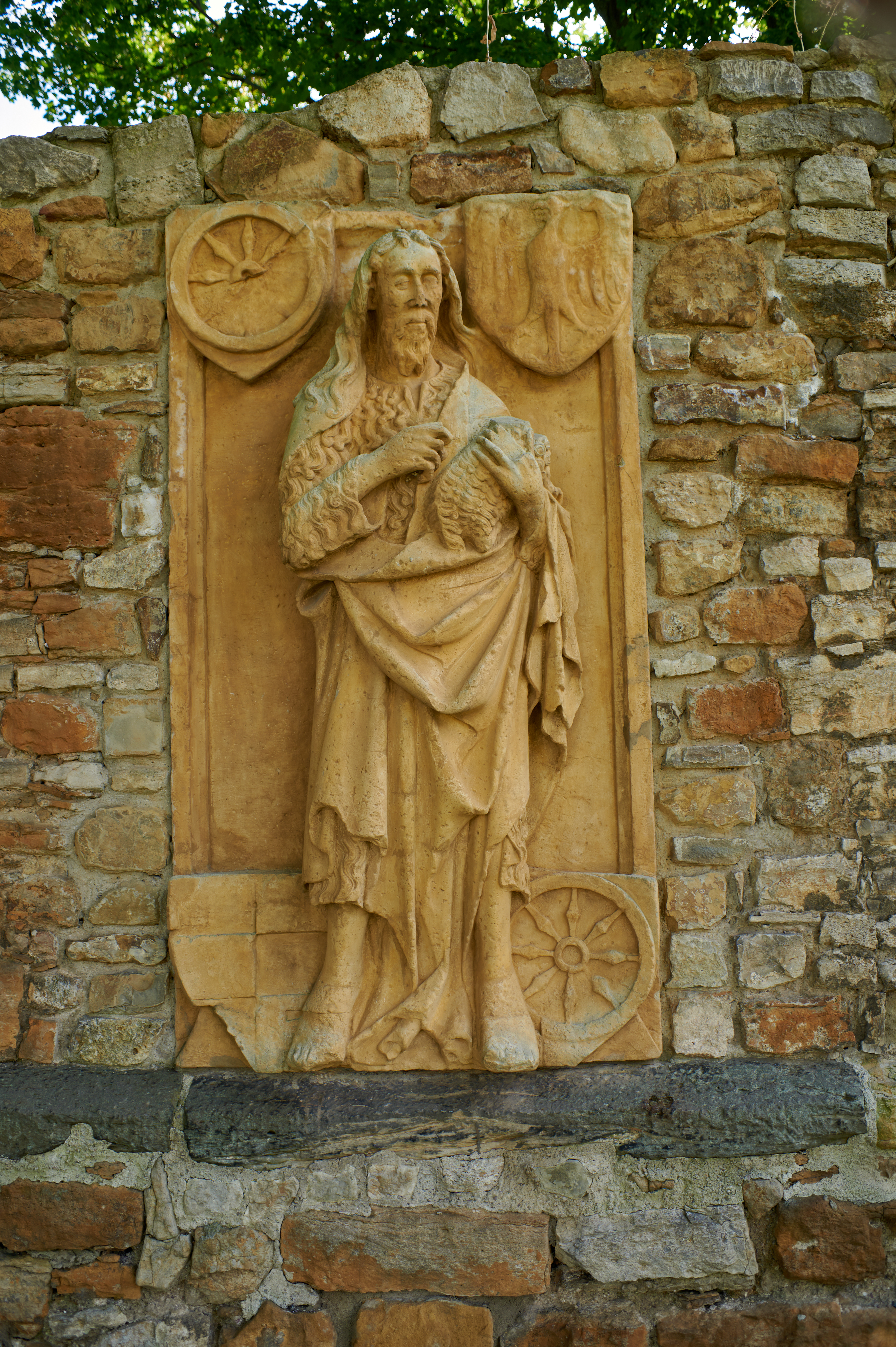
Johannesmauer Relief des abgegangenen Johannestors
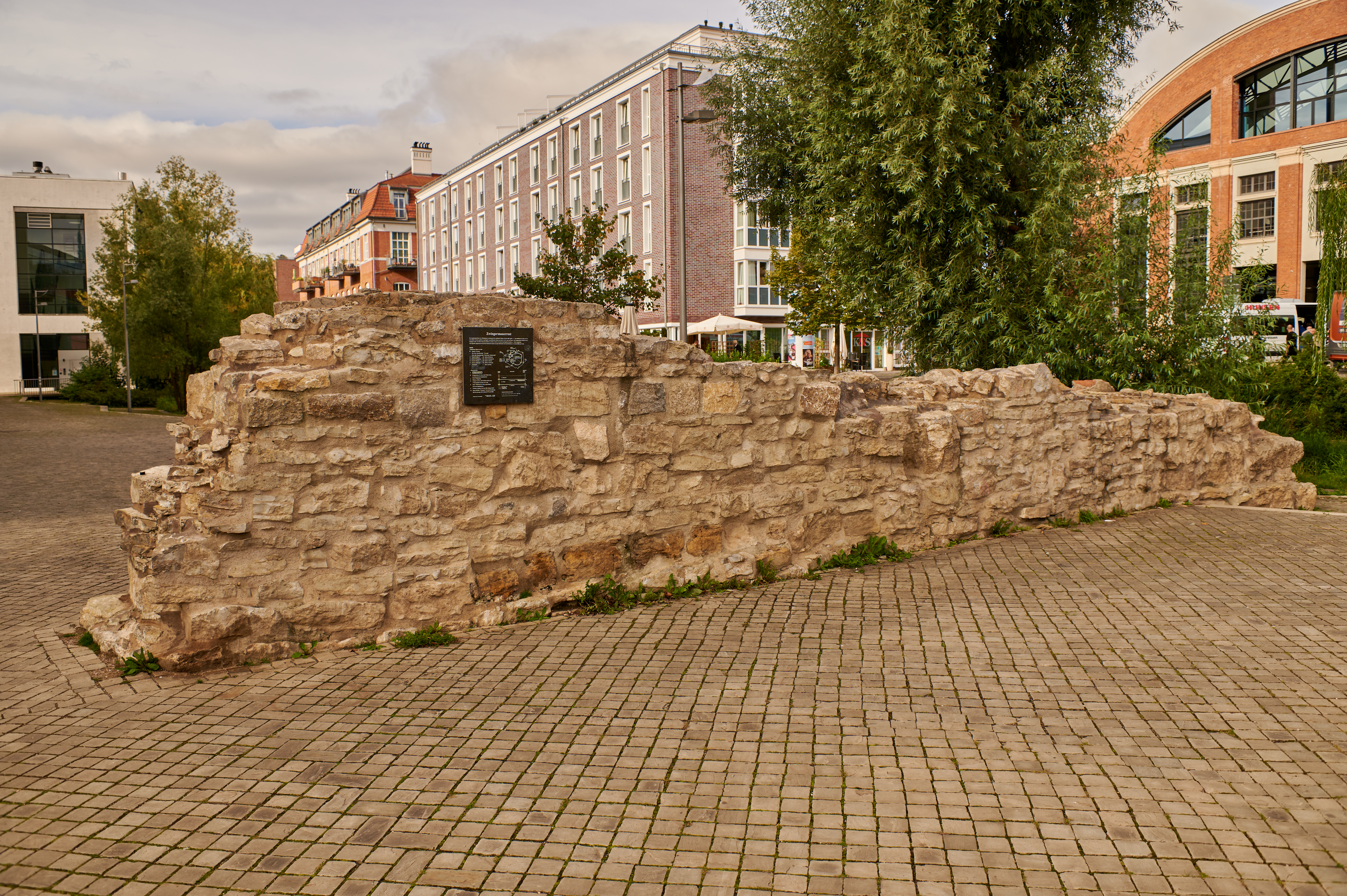
Zwingermauerrest am Theaterplatz
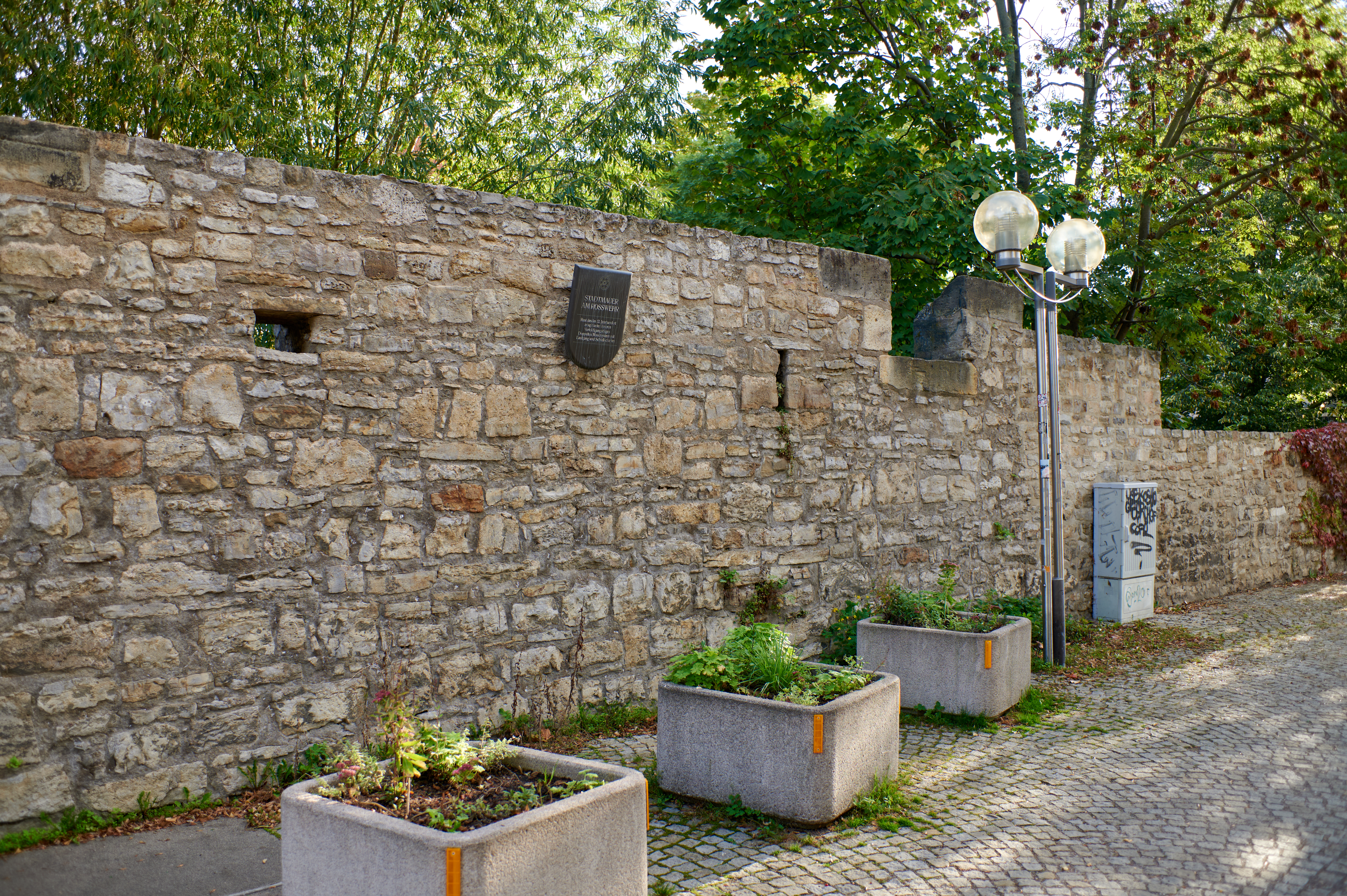
Stadtmauer am Rosswehr, Feldseite
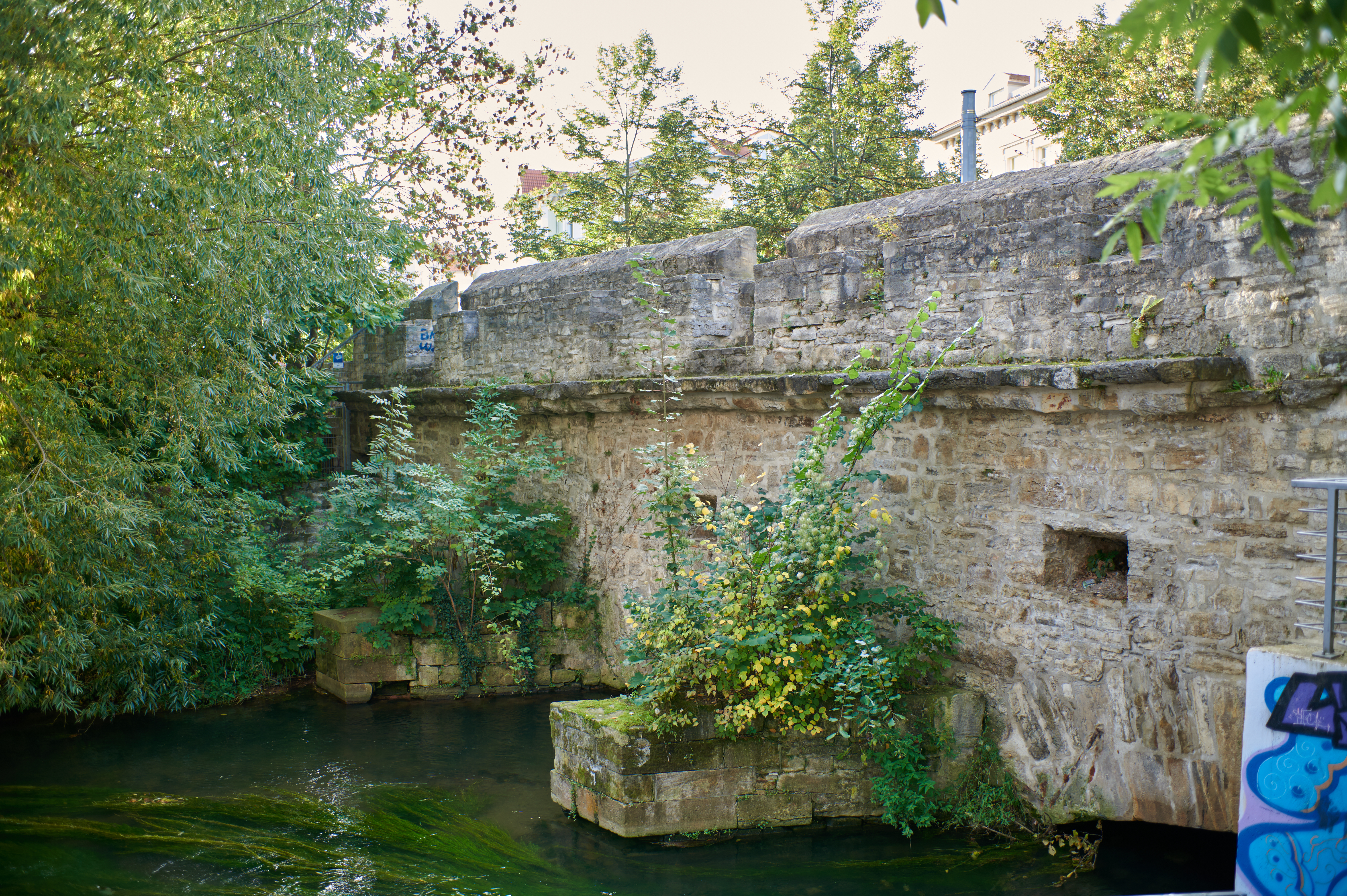
Stadtmauer am Rosswehr, Stadtseite
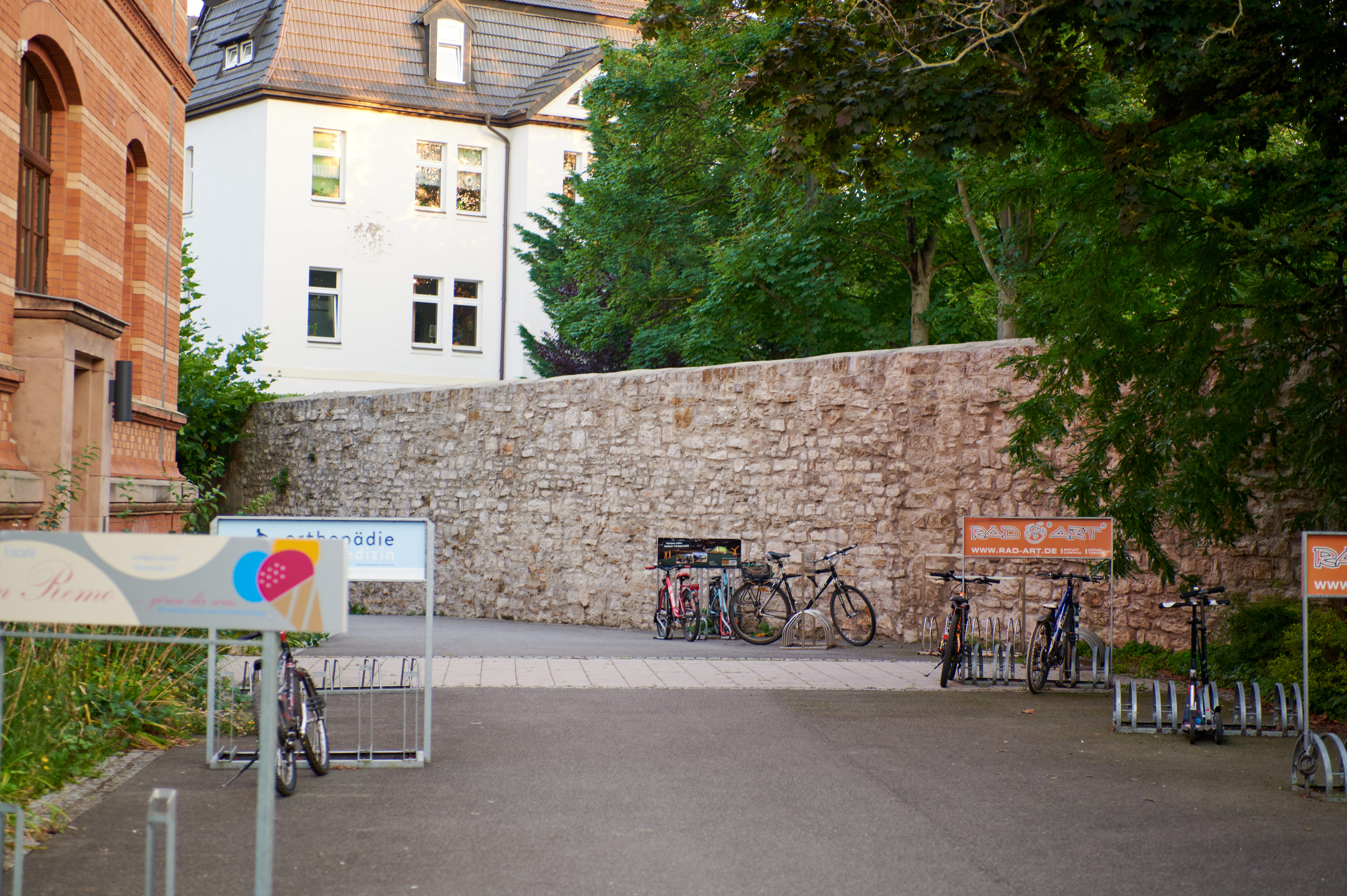
Stadtmauer bei Regierungsstraße 42a

## Freiflächen
In der Denkmalliste sind folgende Freiflächen, Grünflächen und Straßenflächen ohne Straßenangaben aufgeführt: 
- Flur 2, Flurstücke 40/1, 40/2
- Flur 10, Flurstücke 162/1, 169, 170/2, 172/3, 176/2, 179/7, 179/8, 179/9, 179/11, 179/12, 181/1, 181/5, 181/7, 181/8, 181/9, 181/10, 181/11, 185, 261/163
- Flur 11, Flurstücke 52, 267/1, Flur 123, Flurstücke 93, 96, 97, 99/1, 99/2, 101/1, 109/1, 110, 112/1, 112/2, 113/1, 113/2, 114/1, 116/1, 116/2, 116/3, 116/4, 117, 136, 137/2, 139/2, 140/2, 140/3,
- Flur 125, Flurstücke 44, 45, 46, 70/1, 83/2, 84, 85/3, 85/4, 85/5, 85/7
- Flur 126, Flurstücke 6/1, 15, 22/1, 22/2, 29/2, 34,
- Flur 127, Flurstücke 1, 6, 10, 11/1, 11/3, 12, 13/5, 13/6, 96, 97
- Flur 128, Flurstücke 3/4, 10/8, 10/10, 11/6, 11/7, 12/5, 12/6, 12/7, 13/1, 14/3, 14/5, 15/2, 16/3, 17/2, 17/3, 17/5, 18, 19, 20/1, 20/2, 21/3, 21/4, 22, 23/5, 23/7, 23/8, 23/10, 23/11, 23/12, 37, 42/2, 53/6, 53/7, 155, 159, 162, 167, 181/1, 183/1, 183/2, 184/1, 184/2, 186/2, 186/4, 197
- Flur 129, Flurstücke 11/1, 35/1, 35/3, 37, 38, 39, 40/1, 40/2, 44/2, 44/3, 44/4, 45/2, 49/2, 50/2, 50/3, 50/4, 50/5, 53, 54/2, 54/3, 120/1, 120/3, 121/1, 121/3,
- Flur 130, Flurstücke 2/1, 3/1, 3/3, 3/4, 3/5, 6/2, 9/2, 11/1, 11/2, 12, 16/1, 16/2, 17/1, 17/2, 19/3
- Flur 133, Flurstücke 1, 2, 5, 6, 7, 9, 87/1, 87/2, 87/3, 90/1, 90/2, 93/1, 94/1, 94/2, 95/3, 95/4, 96/1, 96/2, 97/1, 98/1, 98/2, 99, 100/1, 300/1, 300/2, 301/1, 301/2, 302, 303, 306/1, 306/2, 308
- Flur 134, Flurstücke 16, 32/1, 32/2, 35, 40, 59/3, 59/4, 63/1, 71/1, 71/2, 72/1, 73/1, 74/1, 74/2, 74/3, 74/4, 75/1, 75/2, 76/1, 76/2, 76/3, 82/2, 85/1, 85/2, 86/1, 86/2, 87/1, 87/2, 88/1, 88/2, 89/1, 89/2, 90/1, 90/2, 91, 92/1, 92/2, 93/1, 93/2, 94/1, 95/1, 95/2, 96/1, 96/2, 96/3, 97/1, 97/2, 98/1, 98/2, 98/3, 99/1, 99/2, 99/3, 100/1, 100/2, 100/3, 101/1, 101/2, 101/3, 102/1, 102/2, 102/3, 103/1, 103/2, 103/3, 104/1, 104/2, 104/3, 105, 106/1, 106/2, 107/1, 107/2, 108/1, 108/2, 109/1, 109/2, 110, 111/1, 111/2, 112/1, 112/2, 113/1, 113/2, 123, 127, 130, 132, 133, 134/2, 134/3, 135, 136/1, 138, 139, 140, 141, 142/1, 142/2, 143, 144, 145/1, 145/2, 146/1, 146/2, 146/3, 147/1, 147/2, 148/1, 148/2, 149/1, 149/2, 150, 151/2, 151/3
- Flur 135, Flurstücke 3/1, 4/2, 6, 12, 13/1, 13/2, 13/3, 25/1, 26/1, 48/1, 48/1, 51, 53, 55/5, 57, 60/1, 60/3, 60/4, 60/5, 60/6, 61/2, 68/1, 70, 85/1, 85/2, 85/6, 85/9, 91, 93/1, 95/1, 95/2, 95/3, 95/4, 95/5, 95/6, 95/7, 95/8, 95/10, 95/11, 98, 99, 101, 106/3, 114/1, 116/2, 116/3, 116/4, 117, 118, 119, 120, 121, 122, 123, 124, 125, 126, 128, 129/1, 129/2, 129/3, 129/4, 130/2, 130/3, 131, 132/1, 132/2, 132/3, 132/4, 133, 134, 135, 136/1, 138, 139/1
- Flur 136, Flurstücke 1, 4/2, 5, 6, 7, 8, 9, 10, 11, 12, 13, 14/1, 15, 16, 17, 18, 19, 21, 23, 26, 32, 46, 47, 48, 49, 50, 51, 52, 53/5, 60/2, 70/2, 70/3, 70/4, 70/5, 70/7, 78/1, 79/2, 82, 83/3, 84, 90, 91, 95, 96, 97, 106, 110, 111, 112, 114/1, 115, 118/1, 118/2, 120, 123, 126, 127, 128, 133, 146, 152/2, 156/2, 157/1, 157/2, 158, 165/1, 165/2, 167, 168/1, 171/4, 171/6, 171/7, 171/8, 171/9, 172/3, 172/4, 172/5, 174/3, 174/5, 174/7, 174/8, 176, 177, 181/1, 195/1, 200/1, 201, 203, 211, 213/4, 223, 224, 229/1, 243/2, 253
- Flur 137, Flurstücke 1/1, 13/2, 14, 15/2, 19, 26, 27, 28, 29, 30, 31, 32, 36, 39, 40/1, 40/2, 41, 42/2, 42/3, 43/1, 44/1, 44/2, 57, 59, 79/1, 79/3, 80, 81, 89, 90, 91, 96/2, 102/2, 122/1, 123/2, 134, 144, 145, 152/1, 152/4, 153, 154/1, 154/2, 154/3, 155/1, 155/2
- Flur 138, Flurstücke 2, 3, 6, 7, 10/1, 12/1, 14/1, 16/1, 43, 44/1, 51/3, 87/4, 87/5, 92, 93/1, 93/2, 94, 95, 96, 97/2, 97/3, 97/4, 97/5, 97/6, 97/7, 97/8, 97/9, 97/11, 97/12, 98/3, 99/1, 99/2, 99/3, 99/4, 99/5, 99/6, 99/7, 100/3, 100/4, 100/6, 101/2, 101/3, 101/4, 102/2, 102/3, 103/2, 103/3, 103/4, 103/5, 103/6, 103/7, 104/5, 104/12, 104/13, 104/16, 104/17, 104/18, 104/19
- Flur 139, Flurstücke 1/1, 1/2, 1/3, 6/3, 6/4, 6/5, 10, 11, 29, 33, 55, 56, 68, 70/2, 74, 77, 78, 79, 90, 97/1, 101/1, 101/3, 102/1, 103, 107/1, 107/3, 107/4, 107/5, 107/7, 117/1, 117/2, 117/3, 117/4, 125/1, 126, 137, 138, 139/5, 145, 161/1, 162/1, 163, 170, 177, 178, 180, 203, 204, 214, 216, 220, 222, 224/1, 233/4, 233/5, 233/6
- Flur 140, Flurstücke 1, 2/1, 2/2, 2/3, 20/5, 31, 33/1, 35, 39, 53, 54/1, 54/2, 54/3, 59, 61, 63, 68, 69, 80/6, 82/1, 82/2, 83, 84/1, 97, 99, 104/1, 113/2, 114, 134, 135/3, 136/1, 143, 146, 155, 181/1, 181/2, 185, 186, 188, 193, 194/1, 195/1, 199
- Flur 141, Flurstücke 1/4, 1/6, 1/7, 1/8, 19, 22/5, 36, 40, 41/1, 56, 57, 58, 59, 66/1, 68/1, 68/2, 69, 70, 81/4, 91/1, 91/2, 99, 106, 108, 109, 124, 126, 132, 140, 141, 152/1, 153/1, 153/2, 154/1, 155/1, 156/5, 156/6, 156/7, 156/8, 157/2, 158/2, 158/3, 160, 171/2, 172/1, 176/3, 176/5, 177/2, 178/1, 179/1, 182/2, 183/2, 185/1, 185/3, 186/1, 187/1, 187/4, 188/1, 189/1, 190/1, 191, 192, 193, 194, 195, 196/2, 197, 198, 199/2, 199/3, 200/2, 201/1, 201/2, 202, 203, 204, 205, 206/1
- Flur 142, Flurstücke 6/4, 8/2, 8/6, 8/7, 9/3, 9/4, 12, 22/1, 38, 39, 40/1, 40/2, 44, 47, 52, 73, 75/3, 76/3, 82/1, 86, 99/1, 102/1, 104, 105/2, 105/3, 106/3, 106/4, 107/2, 108/1, 108/2, 109, 110, 111, 112, 113, 114/1, 115/3, 116/1, 117/1, 118, 119, 120, 121/1, 122, 123/1, 124, 125, 126/1, 126/2, 126/3, 127/2, 127/3, 127/5, 127/6, 129/1, 130/72, 131/72
- Flur 143, Flurstücke 1/2, 1/3, 6/1, 14, 15, 16, 17, 18, 19, 20, 25/1, 25/2, 26, 32/1, 36/1, 37/3, 37/4, 38/1, 49, 50, 54/1, 58/1, 58/4, 59/2, 60/2, 60/5, 73/10, 73/14, 73/16, 73/17, 74/4, 74/5, 74/6, 74/7, 74/11, 74/12, 74/13, 74/14, 75/1, 75/3, 77/1, 77/2, 83, 89/2, 89/3, 95/1, 96/3, 96/4, 97, 98, 99, 101/1, 102, 103/1, 104/1, 105/1, 105/2, 105/4, 106/1, 106/2, 107/1, 110/97, 123/2, 123/3, 123/4, 123/5, 175/4, 175/5, 175/6, 175/7, 175/8
- Flur 144, Flurstücke 2, 18, 19, 20, 53/3, 54/4, 55/11, 56/1, 76, 83, 94, 100/1, 101/1, 101/2, 102/1, 102/2, 103/1, 103/2, 104/1, 104/3, 106/2, 116/2, 117, 118/1, 118/2, 119, 120, 121, 122, 123/1, 123/3, 123/4, 124, 125, 128, 132/1, 134/1, 136, 137, 141, 144, 146, 147, 149, 150, 151/2, 151/3, 152, 153, 154/1, 154/2, 155, 156, 157, 163/8, 163/9, 163/10, 175/1, 176, 177, 178/3, 179, 180, 181, 187/127, 189/65, 190/65, 191/64, 192/126, 193/126, 194/127, 195/127
- Flur 145, Flurstücke 2/2, 3/2, 4/2, 8/1, 9/4, 11, 14/2, 16/1, 16/2, 17/1, 17/2, 18/1, 18/2, 20/1, 26/1, 26/2, 27/3, 27/4, 32/1, 32/2, 33/1, 33/2, 136/1, 136/2, 200, 201/1, 201/2, 201/3, 201/4, 201/5, 203, 205/1, 205/2, 205/3, 206, 309/12, 309/13, 309/14, 309/15
- Flur 147, Flurstücke 108/4, 109, 138/8, 138/16, 138/18, 138/27, 138/28, 138/40, 138/48, 138/49, 138/50, 138/53, 138/54, 138/56, 138/65, 138/66, 138/75, 138/88, 138/90, 138/91, 138/92, 138/93, 138/94, 138/95, 138/96, 138/98, 138/99, 138/100, 138/103, 138/109, 138/110, 138/111, 138/112, 138/113, 138/114, 138/115, 138/116, 138/118, 138/119, 138/120, 138/122, 138/123, 138/124, 138/128, 138/159, 139, 166/18, 198/3, 199/2, 211/1, 215/2, 236/4, 239, 240, 241/2, 246/1, 246/2, 251/2, 255/2, 255/3, 256/2, 256/3, 257/2, 258/2, 259/1, 259/2, 282/1, 282/3, 288/3, 300/2, 303, 306/2, 310, 318/1, 318/5, 318/6, 318/7, 324, 325/2, 326/3, 327/1, 327/5, 328, 330/1, 330/2, 331, 332/2, 335/1, 335/2, 336, 337/1, 337/2
- Flur 156, Flurstücke 1/5, 1/6, 1/11, 1/17, 1/18, 1/23, 1/29, 1/33, 1/49, 1/53, 1/55, 1/63, 1/64, 1/86, 1/95, 1/96, 1/97, 1/98, 1/100, 1/101, 1/103, 1/104, 1/107, 1/108, 1/109, 1/110, 1/111, 1/112, 1/113, 1/114, 1/115, 1/116, 1/117, 1/118, 1/119, 1/120, 1/122, 1/124, 1/129, 1/130, 3/4, 3/5, 3/15, 3/16, 3/17, 6/1, 9/2, 9/3, 9/4, 10, 11/5, 12/1, 12/3, 13/6, 13/7, 13/8, 13/9, 15/1, 15/2, 17/1, 17/4, 17/6, 17/7, 17/8, 17/9, 17/10, 17/11, 17/12, 17/13, 17/14, 17/15, 18/1, 18/2, 19/1, 19/2, 19/4, 19/6, 19/7, 20/1, 20/2, 21/1, 21/3, 21/6, 21/7, 21/8, 21/9.

## Ehemalige Kulturdenkmale
Die folgenden Objekte wurden im Vergleich zur der ersten Fassung von 2014 bei Akutalisierungen aus der Denkmalliste gestrichen.

| Bild                           | Bezeichnung             | Lage                           | Datierung | Beschreibung                                                        | ID |
| ------------------------------ | ----------------------- | ------------------------------ | --------- | ------------------------------------------------------------------- | -- |
| BW                             |                         | Brühler Straße 1a (Karte)      |           | Bauliche Gesamtanlage Altstadt                                      |    |
| weitere Bilder Fotos hochladen | Wohn- und Geschäftshaus | Löberstraße 14 (Karte)         |           | einzelnes Kulturdenkmal                                             |    |
| BW                             | Mühle                   | Straße des Friedens 22 (Karte) |           | ehem. Kartäusermühle mit Mühlengebäude, Nebengebäude und Wasserlauf |    |